# Torymus canariensis
Torymus canariensis is een vliesvleugelig insect uit de familie Torymidae. De wetenschappelijke naam is voor het eerst geldig gepubliceerd in 1977 door Hedqvist.